# وهران (الجزایر)
وهران یکی از شهرهای بزرگ کشور الجزایر است که در شمال غرب این کشور واقع شده و مرکز استان وهران است.
این شهر در سال ۲۰۰۸ میلادی ۷۵۹٬۶۴۵ نفر جمعیت داشته و دومین شهر بزرگ الجزایر است.